# Heike Laufenburg
Heike Laufenburg (* 17. Mai 1961 in Düsseldorf) ist eine deutsche Künstlerin, Illustratorin und Autorin.

## Leben
Nach ihrem Abschluss auf einer Mädchenrealschule entschied sie sich für ein soziales Jahr in der Kindertagesstätte Melanchtonkirche. 1981 machte sie ihr Abitur und beendete ihre Erzieherausbildung auf der Lore-Lorentz-Schule. 1983 bekam sie das Verlagsvolontariat und 1985 ihre Ausbildung zur Lektorin. Sie arbeitete von 1980 bis 1995 im Zwiebelzwerg Verlag. Seit 1998 arbeitet Heike Laufenburg als Künstlerin und u. a. als Illustratorin von Büchern.
Sie ist verheiratet mit Gregor Schell und hat drei Kinder.

## Arbeit
Heike Laufenburg veröffentlicht ihre Werke bevorzugt als Buchillustratorin und hat bisher an die 300 Bücher veröffentlicht. Ihre bildnerischen Arbeiten veröffentlicht sie vielfach auf eigenen Internetseiten.
Laufenburg war von 1980 bis 1985 Chefredakteurin des Caspar, Zeitschrift für Frieden mit Kindern. Dort arbeitete sie mit verschiedenen Gesellschaftswissenschaftlern zusammen, u. a. mit Hans A. Pestalozzi und arbeitete aktiv für Kinderrechte.
Sie veröffentlichte 1987 den bekannten Jugendroman Tohuwabohus tanzen im Kopf. Dieses erscheint 2006 in dritter Auflage (15.000 Exemplare). Er wurde nach Erscheinen der ersten Auflage von der Deutschen Blindenstudienanstalt als Blindenbuch veröffentlicht. 1995 wurde der Titel von der Neue Westfälische zum Buch der Woche gewählt. Als Herausgeberin ist sie für eine Buchreihe mit Anthologien verantwortlich. Es erschienen mittlerweile 50 verschiedene Titel. Auch diese Titel publiziert sie seit mehreren Jahren als kostenfreie E-Books im Internet.
Seit Herbst 2007 illustriert Heike Laufenburg eine 30-bändige Buchreihe mit türkischen Sagen für Kinder und Erwachsene in Zusammenarbeit mit dem Zwiebelzwerg Verlag und Prof. Necati Demir (Gazi-Universität in Ankara, Türkei) und Ibrahim Özbakir (Cumhuruyiet Universität Sivas, Türkei).
Seit 2005 beschäftigt sich Heike Laufenburg intensiv mit themenorientierten Galerien im Internet, die sie in eigenen Webseiten veröffentlicht. Ab 2010 gibt die Künstlerin eine eigene Edition heraus, in der Bücher verschiedener Autorinnen und Autoren mit ihren Illustrationen und eingebundenen Originalbildern in handgeschmückten Buchausgaben in Kleinstauflagen als Unikate erscheinen (Edition Heike Laufenburg). Seit 2012 gibt sie gemeinsam mit Gregor Schell die Literaturzeitschrift Literaturblick heraus.

## Werke
- Der kleine Mohn, Kinderbuch, 2016
- Spirituelles Gipfelerlebnis, Lyrikbuch, 2012
- Willebadessener Wesen, Künstlerbuch, 2010
- Sommerblumenland, Foto-Lyrikbuch für Kinder, 2010
- Elfen in Willebadessen, Foto-Lyrikbuch für Kinder, 2008
- Feen in Willebadessen, Kunst Bilder-Lyrikbuch, 2006
- Zwerge in Willebadessen, Kunstbuch, 2005
- Tohuwabohus tanzen im Kopf, Jugendbuch, 1987 (1. Auflage)

### Illustrationen
- Illustration zweier Buchreihen mit türkischen Sagen, gesamt 30 Bände ab 2007
- Illustrationen von über 500 Büchern

## Herausgeberin (gem. mit Schell, Gregor)
- Es bleibt eine Narbe zurück, Anthologie, 1987
- Schade, dass Du gehen mußt, Anthologie, 1988
- Du tust mir weh, Anthologie, 1988
- Es muss wohl Liebe sein, Anthologie, 1988
- Herbstgewitter über Dächern, Anthologie, 1988
- Wie ein Baum, der gefällt wird, Anthologie, 1988
- Von Till und anderen Tieren, Anthologie, 1988
- Kleiner Fratz, Anthologie, 1989
- Das sind die Starken im Leben, die eigenes Leid vergessen und andere glücklich machen, Anthologie, 1989
- Immer wieder Herzklopfen, Anthologie, 1989
- Weihnachtsmaus, Anthologie, 1989
- Von der Hexe und dem Zwerg, Anthologie, 1989
- Erinnerungen an eine Heimat, Anthologie, 1990
- ... es kann doch kein Zufall sein, Anthologie, 1990
- Es schneit in meinen Gedanken, Anthologie, 1990
- Schwalben ziehen über das Land, Anthologie, 1990
- Ich lieb mich verrückt - Texte über Liebe; 1990
- Weit hinter dem Regenbogen, Anthologie, 1990
- Wenn das Ende nicht mehr weit ist..., Anthologie, 1990
- Zeugnistag, Anthologie, 1990
- Heimliche Liebe, Anthologie, 1991
- Ich such' Dich in jedem Gesicht, Anthologie, 1991
- Menschenjunges, Anthologie, 1992
- Wie Seifenblasen, die zerplatzen, Anthologie, 1992
- Frühlingserwachen, Anthologie, 1993
- Mitternachtgeflüster, Anthologie, 1993
- Nie mehr als Du gingst, ein Schnitt je so tief, Anthologie, 1993
- Abschied für immer, Anthologie, 1994
- Hab' Dank für Deine Zeit, Anthologie, 1994
- Ich liebe Dich, Anthologie, 1995
- Kribbeln im Bauch, Anthologie, 1995
- Es gibt Menschen, die vergißt Du nie, Anthologie, 1996
- Friedhofgedanken, Anthologie, 1997
- Wir sind Ausländer: fast überall, Anthologie, 1997
- Unendliche Sehnsucht nach Dir, Anthologie, 1998
- Hab' keine Angst, Anthologie, 1999
- In Gedanken bei Dir, Anthologie, 2000
- Du bist mein Ein und Alles, Anthologie, 2001
- Weihnachtstraum, Anthologie, 2001
- Geweint vor Glück, Anthologie, 2001
- Ich lass Dich nicht allein, Anthologie, 2001
- Im Einhandsegler auf dem Styx, Anthologie, 2005
- Immer mehr, Anthologie, Anthologie, 2005
- Ein Buch voller Märchen und Tiergeschichten, Anthologie, 2006
- Du verleihst ihm Flügel, nur durch einen Kuss ..., Anthologie, 2006
- Augenblickstraum - die Flucht in Trance, Anthologie, 2007
- 30 Jahre Zwiebelzwerg, Anthologie, 2008
- Das Narrenschiff - keine Avantgarde, 2010
- Keinen Augenblick mehr mit Dir, 2011
- Auf ewig und dich, 2011
- Mit heiserer Stimme flüstert der Tod, 2014

## Beiträge
- Mit heiserer Stimme flüstert der Tod, 2014
- Auf ewig und dich, 2011
- Keinen Augenblick mehr mit Dir, 2011
- Das Narrenschiff - keine Avantgarde, 2010
- 30 Jahre Zwiebelzwerg, Anthologie 2008
- Augenblickstraum - die Flucht in Trance, Anthologie 2007
- Du verleihst mir Flügel, nur durch einen Kuss..., Anthologie 2006
- Ein Buch voller Märchen und Tiergeschichten, Anthologie, 2006
- Im Einhandsegler auf dem Styx, Anthologie, 2005
- Immer mehr, Anthologie, 2005
- Geweint vor Glück, Anthologie, 2001
- Ich lass dich nicht allein, Anthologie, 2001
- Kinderrechte, Sachbuch, 1995
- Es kann doch kein Zufall sein, Anthologie, 1990
- Du tust mir weh, Anthologie, 1988
- Es bleibt eine Narbe zurück, Anthologie, 1987
- Schlage nie ein Kind zum Scherz, Sachbuch, 1983
- Chefredakteurin und laufende Beiträge, Caspar, 1980–1985